# Пастушок колумбійський
Пастушок колумбійський (Mustelirallus colombianus) — вид журавлеподібних птахів родини пастушкових (Rallidae). Поширений на північному заході Південної Америки.

## Поширення
Вид складається з двох підвидів. Номінальний підвид вважається рідкісним в усьому ареалі, з розрізненими записами на більшій частині північної Колумбії, на південь на обох схилах Західних Анд до західної частини Еквадору. Підвид ripleyi відомий за двома екземплярами, взятими в центральній Панамі та на північному заході Колумбії, а також з одного місця у східній Панамі.
Вид мешкає у вологих або вологих ландшафтах, таких як болота, луки, савани та чагарникові узлісся; не всі з них мають водойми. Висота коливається від рівня моря до 2100 м.

## Опис
Тіло завдовжки від 18 до 20 см. Статі однакові. Номінальний підвид має коричневе тім’я, потилицю та верхню частину тіла, включаючи хвіст. Його горло біле, а обличчя та груди сірі. Його боки, черевце та підхвістя мають колір кориці. Райдужка червона; дзьоб варіюється від зеленуватого до жовтуватого, з чорним кінчиком і червоною основою; гомілки і ступні червоні, помаранчеві або червонувато-коричневі. Підвид ripleyi подібний, але значно темніший.

## Спосіб життя
Інформація про звички колумбійського пастушка дуже мізерна. У болоті Токумен у Панамі цей вид помічали переважно рано вранці, уздовж країв каналів і в ставках, але він залишається на відкритому повітрі лише на короткий час і вважає за краще залишатися прихованими серед рослинності. Дієта невідома, але припускають, що вона не відрізняється від дієти пастушка золотодзьобого. Гніздування відбувається з грудня по лютий.